# Вільно-Хутірська волость
Вільно-Хутірська волость — історична адміністративно-територіальна одиниця Верхньодніпровського повіту Катеринославської губернії.
Станом на 1886 рік складалася з 3 поселень, єдиної сільської громади. Населення — 2497 осіб (1273 чоловічої статі та 1224 — жіночої), 414 дворових господарств.
|                     | Площа, десятин | У тому числі орної, дес. |
| ------------------- | -------------- | ------------------------ |
| Сільських громад    | 5412           | 3773                     |
| Приватної власності | —              | —                        |
| Іншої власності     | 64             | 17                       |
| Загалом             | 5476           | 3790                     |

Найбільше поселення волості:
- Вільні Хутори — село над річкою Самоткань за 25 верст від повітового міста, 2412 осіб, 402 двори,  православна церква, школа, 3 лавки, 2 ярмарки на рік.